# Ripipteryx furcata
Ripipteryx furcata är en insektsart som beskrevs av Günther, K.K. 1976. Ripipteryx furcata ingår i släktet Ripipteryx och familjen Ripipterygidae. Inga underarter finns listade i Catalogue of Life.